# Pawnee (Texas)
Pour les articles homonymes, voir Pawnee (homonymie).
Pawnee est une census-designated place située dans le comté de Bee, dans l’État du Texas, aux États-Unis. Sa population s’élevait à 166 habitants lors du recensement de 2010.